# Wahania Müllera
Wahania Müllera – sposób urodzenia rączek i barków w trakcie porodu drogami i siłami natury, w przypadku położenia miednicowego płodu.
Historia tego sposobu sięga początku XVIII wieku, kiedy został wykonany przez holenderskiego położnika Hendrika van Deventera, po czym jednak został zapomniany. Sposób ten został opisany i rozpowszechniony w 1989 przez niemieckiego położnika Adolfa Müllera.
Zasady wykonania zabiegu:
- rozpoczęcie dopiero po ukazaniu się dolnego kąta łopatki
- ucisk nadłonowy
- nacięcie krocza
- wykonanie energicznie w czasie skurczu
- jako pierwsza uwalniana jest rączka przednia

Kiedy płód urodzi się po dolne kąty łopatek, należy chwycić obiema dłońmi za uda i obręcze kończyn dolnych, tak aby kciuki były na pośladkach, a reszta palców obejmowała uda płodu. Następnie w czasie skurczy trzeba ściągnąć płód ku dołowi, jednocześnie rotując jego barki do wymiaru prostego miednicy. Przy tym zabiegu jako pierwszy rodzi się bark od strony spojenia łonowego. Następnie tułów płodu unosi się ku górze, tak wysoko aż urodzi się bark tylny i rączka płodu.